# Ikornnes
Ikornnes este o localitate din comuna Sykkylven, provincia Møre og Romsdal, Norvegia, cu o suprafață de 0,91 km² și o populație de 813 locuitori (2013).